# Bibio femoralis
Bibio femoralis är en tvåvingeart som beskrevs av Johann Wilhelm Meigen 1838. Bibio femoralis ingår i släktet Bibio och familjen hårmyggor.
Artens utbredningsområde är Tyskland. Inga underarter finns listade i Catalogue of Life.